# Октябрьский спиртовой завод
Октябрьский спиртовой завод — предприятие пищевой промышленности в городе Карловка Карловского района Полтавской области Украины.

## История
Винокуренный завод в местечке Карловка Карловской волости Константиноградского уезда Полтавской губернии Российской империи. был построен в 1870 году (хотя полукустарное производство имелось здесь и раньше — о наличии винокурни упомянуто уже в 1820е годы).
В 1895 году винокуренный завод был одним из крупнейших предприятий населённого пункта и волости.
В марте—апреле 1902 года в Карловке имело место протестное выступление крестьян, причиной которого стало повышение арендной платы за землю, которое произвёл управляющий Карловской экономии Шейдеман. Волнения начались после того, как Шейдеман отказался продать необходимое для посева зерно и выругался в адрес ходоков. После этого он был избит, крестьяне отобрали у него ключи и вывезли из амбаров зерно. Для подавления выступления в село прислали войска. После того, как войска ушли, крестьяне разгромили сахарный завод и винокуренный завод.
После начала революции 1905 года, в Карловке прошли стачки и демонстрации рабочих, а в окрестностях — выступления крестьян. В конце ноября 1905 года работники Карловской экономии начали стачку и винокуренный завод остановился. 2 декабря 1905 года полтавский губернатор Н. П. Урусов телеграфировал в министерство внутренних дел, что заводы в Карловке стоят, а рабочие выдвигают требования экономического и политического характера.
После начала первой мировой войны в Российской империи был введён сухой закон и производство спирта было ограничено.

### 1918—1991
В январе 1918 года в Карловке была установлена Советская власть, на предприятиях был введён 8-часовой рабочий день, но уже в начале апреля 1918 года селение оккупировали немецкие войска, которые оставались здесь до ноября 1918 года. В дальнейшем, Карловка оказалась в зоне боевых действий гражданской войны.
5 февраля 1919 года на проходившем в Карловке съезде делегатов волостей Константиноградского уезда было принято решение о национализации завода. После завершения ремонтно-восстановительных работ Октябрьский спиртовой завод возобновил работу.
В ходе Великой Отечественной войны 1 сентября 1941 года Карловка была оккупирована наступавшими немецкими войсками, 20 сентября 1943 года освобождена в ходе наступления советских войск Степного фронта. В соответствии с тактикой «выжженной земли», перед отступлением немцы взорвали здания промышленных предприятий и ряд других объектов (всего они успели сжечь и взорвать 67 зданий райцентра).
После восстановления разрушенной железнодорожной станции в Карловку начала прибывать помощь из восточных областей страны. В соответствии с четвёртым пятилетним планом восстановления и развития народного хозяйства СССР разрушенный спиртзавод был восстановлен, а к концу пятилетки — вошёл в число передовых предприятий спиртовой промышленности страны. В 1950 году три лучших работника спиртзавода (Сизоненко, Стеценко и Ягунов) были награждены грамотами министерства пищевой промышленности.
В соответствии с восьмым пятилетним планом развития народного хозяйства СССР было проведено техническое перевооружение предприятия, в эксплуатацию был введён цех по производству кормовых дрожжей.
В целом, в советское время спиртзавод входил в число ведущих предприятий райцентра.

### После 1991 года
После провозглашения независимости Украины спиртзавод перешёл в ведение государственного комитета пищевой промышленности Украины.
В марте 1995 года Верховная Рада Украины внесла завод в перечень предприятий, приватизация которых запрещена в связи с их общегосударственным значением
После создания в июне 1996 года государственного концерна спиртовой и ликеро-водочной промышленности «Укрспирт», завод был передан в ведение Полтавского областного государственного объединения спиртовой и ликеро-водочной промышленности концерна «Укрспирт».
В дальнейшем, наименование предприятия на украинском языке было украинизировано.
В январе 2000 года Кабинет министров Украины разрешил заводу производство компонентов для моторного топлива, в июле 2000 года была утверждена государственная программа «Этанол», предусматривавшая расширения использования этилового спирта в качестве энергоносителя, вместе с другими государственными спиртзаводами Октябрьский спиртзавод был включён в перечень исполнителей этой программы.
В июле 2010 года государственный концерн «Укрспирт» был преобразован в государственное предприятие «Укрспирт», завод остался в ведении ГП «Укрспирт».
В начале октября 2014 года завод уже не функционировал.
19 июня 2015 года высшим хозяйственным судом Украины было возбуждено дело о банкротстве спиртзавода. В дальнейшем, завод был признан банкротом.

## Деятельность
Предприятие производило этиловый спирт-ректификат, технический спирт и водку.
С апреля 2019 года после 10-ти лет простоя начат ремонт предприятия. Была полностью заменена бражная колона, отремонтирована ректификационная колона, теплообменная аппаратура, установлено оборудование по обезвоживанию спиртосодержащей смеси, аппаратное отделение полностью автоматизировано. Вместо разграбленного электрощитового и кабельного оборудования установлено новое, современное.
31 марта 2020 года получена лицензия на производство спирта этилового денатурированого, а 2 апреля, после 11 лет простоя, получена первая продукция.